# Шонгопови (Аризона)
Шонгопови (енгл. Shongopovi) насељено је место без административног статуса у америчкој савезној држави Аризона.

## Демографија
По попису из 2010. године број становника је 831, што је 199 (31,5%) становника више него 2000. године.
| Група                 | 2000.        | 2010.        |
| Амерички староседеоци | 620 (98,10%) | 824 (99,20%) |
| Белци                 | 8 (1,3%)     | 1 (0,1%)     |
| Афроамериканци        | 0 (0,0%)     | 0 (0,0%)     |
| Азијати               | 0 (0,0%)     | 1 (0,1%)     |
| Хиспаноамериканци     | 3 (0,5%)     | 12 (1,4%)    |
| Укупно                | 632          | 831          |